# Emre Aygün
Emre Aygün (* 1. Juni 1985 in Trabzon) ist ein türkischer ehemaliger Fußballspieler.

## Karriere
Emre Aygün erlernte das Fußballspielen in seiner Heimatstadt Adana in der Jugend des Amateurvereins 24 Şubatspor. Dort machte er die Scouts von Trabzonspor auf sich aufmerksam, sodass er in den Nachwuchs von Trabzonspor wechselte. Von hier wurde er zum ersten Mal für die türkische U-15 Nationalmannschaft gesichtet und in den Kader berufen. Nachdem er zwei Jahre später auch für die U-18 berufen worden war, gab der Verein ihm 2003 einen Profi-Vertrag. Obwohl Aygün überwiegend für die zweite Mannschaft auflief, nahm er sporadisch auch am Training der Profi-Mannschaft teil und spielte auch in zwei Spielzeiten jeweils dreimal für die Profi-Mannschaft. Nachdem er sich im Profi-Team nicht durchsetzen konnte, wurde er die nächsten eineinhalb Jahre für jeweils eine halbe Saison an Yozgatspor, Akçaabat Sebatspor und dann erneut an Yozgatspor ausgeliehen.
Zur Saison 2006/07 verließ Emre Aygün den Verein ablösefrei in Richtung des Zweitligisten Akçaabat Sebatspor. Hier spielte er eine Saison und stieg mit dem Verein zum Saisonende ab. Da Akçaabat Sebatspor sein Gehalt nicht zahlen konnte, ihn aber nach einem möglichen direkten Aufstieg für die übernächste Saison haben wollte, entschied man sich ihn für eine Saison an den Zweitligisten Orduspor auszuleihen. Obwohl Sebatspor der direkte Aufstieg nicht gelang, holte man Emre Aygün wieder in die Mannschaft.
Nachdem er eine Saison in der dritthöchsten türkischen Spielklasse, der 2. Lig, spielte, wechselte er zur Saison 2009/10 zum Erstligisten MKE Ankaragücü. Hier konnte er sich nicht durchsetzen und verließ den Verein nach einer Saison in Richtung Ligakonkurrent Eskişehirspor. Dort blieb er ohne ein Spiel zu absolvieren bis zur Winterpause und wechselte wieder innerhalb der Liga, diesmal zu Gençlerbirliği. Hier kam er bis zum Saisonende auf fünf Ligaeinsätze. In der Saison 2011/12 wurde er vom neuen Trainer Fuat Çapa nicht bevorzugt und absolvierte lediglich eine Ligapartie.
Zur Saison 2012/13 wechselte er in die TFF 1. Lig zum Süper-Lig-Absteiger Orduspor. In der Winterpause 2014/15 verließ er diesen Verein Richtung Drittligist Göztepe Izmir. 2017/2018 sah ihn bei Bandırmaspor; anschließend war er nicht mehr aktiv, bis auf zwei Einsätze 2020 für Yomraspor in der Amateurliga der Türkei.

## Nationalmannschaft
Emre Aygün fing früh an, für die türkischen Juniorennationalmannschaften aufzulaufen. Er spielte über die Jahre für die U-18 und die U-19. 2004 gelang ihm mit der türkischen U-19 der Finaleinzug bei der U-19-Fußball-Europameisterschaft 2004. Hier scheiterte das Team nach einer 0:1-Niederlage gegen die spanische U-19 und wurde Vize-Europameister.

## Erfolge
Mit Trabzonspor
- Türkischer Pokalsieger: 2002/03, 2003/04

Mit Göztepe Izmir
- Meister der TFF 1. Lig und Aufstieg in die TFF 1. Lig: 2014/15
- Play-off-Sieger der TFF 1. Lig und Aufstieg in die Süper Lig: 2016/17